# Triptyque des Monts et Châteaux 2019
La 24e édition du Triptyque des Monts et Châteaux a eu lieu du 5 au 7 avril 2019. Elle fait partie du calendrier UCI Europe Tour 2019 en catégorie 2.2.

## Présentation

### Parcours
La distance totale à parcourir est de 428,6 kilomètres.

### Équipes
| Équipe continentale professionnelle- Hagens Berman Axeon Équipes continentales (8)- Development Team Sunweb - SEG Racing Academy - Leopard Pro Cycling - Groupama-FDJ Continental - Metec-TKH Continental Cyclingteam p/b Mantel - Team Wiggins Le Col - Uno-X Norwegian Development - Wallonie-Bruxelles Development Équipe nationale- Suisse Équipes amateurs (2)- Holdsworth Zappi RT - EFC-L&R-Vulsteke Équipes régionales et de clubs (6)- Vendée U Pays de la Loire - Lotto-Soudal U23 - Home Solution-Anmapa-Soenens - Baguet-MIBA-Indulek-Derito CT - Urbano-Vulsteke Cycling Team - Gaverzicht-BE Okay |
| |

## Étapes
Cette 24e édition comporte quatre étapes dont un contre-la-montre individuel.
| Étape      | Date   | Villes étapes                    | type                        | Distance (km) | Vainqueur d'étape | Leader du classement général |
| ---------- | ------ | -------------------------------- | --------------------------- | ------------- | ----------------- | ---------------------------- |
| 1re étape  | 5 avr. | Frasnes-lez-Buissenal – Chièvres | étape vallonnée             | 147,1         | Kaden Groves      | Kaden Groves                 |
| 2e a étape | 6 avr. | Celles – Celles                  | contre-la-montre individuel | 11,4          | Brent Van Moer    | Mikkel Bjerg                 |
| 2e b étape | 6 avr. | Wodecq – Celles                  | étape vallonnée             | 112,7         | Tom Pidcock       | Mikkel Bjerg                 |
| 3e étape   | 7 avr. | Ath – Tournai                    | étape vallonnée             | 157,4         | Kaden Groves      | Mikkel Bjerg                 |

## Déroulement de la course

### 1reétape
| \| Classement de l'étape \| Classement de l'étape \| Classement de l'étape \| Classement de l'étape \| Classement de l'étape \| \| Coureur \| Coureur \| Pays \| Équipe \| Temps \| \| --------------------- \| --------------------- \| --------------------- \| -------------------------------- \| --------------------- \| \| 1er \| Kaden Groves \| Australie \| SEG Racing Academy \| 3 h 27 min 18 s \| \| 2e \| Jake Stewart \| Royaume-Uni \| Équipe continentale Groupama-FDJ \| + 0 s \| \| 3e \| Ian Garrison \| États-Unis \| Hagens Berman Axeon \| + 0 s \| |              |             |                                  |                 |
| |              |             |                                  |                 |
| Source : ProCyclingStats |              |             |                                  |                 |
| Classement de l'étape |              |             |                                  |                 |
| Coureur | Coureur      | Pays        | Équipe                           | Temps           |
| 1er | Kaden Groves | Australie   | SEG Racing Academy               | 3 h 27 min 18 s |
| 2e | Jake Stewart | Royaume-Uni | Équipe continentale Groupama-FDJ | + 0 s           |
| 3e | Ian Garrison | États-Unis  | Hagens Berman Axeon              | + 0 s           |

| \| Classement général \| Classement général \| Classement général \| Classement général \| Classement général \| \| Coureur \| Coureur \| Pays \| Équipe \| Temps \| \| ------------------ \| ------------------ \| ------------------ \| -------------------------------- \| ------------------ \| \| 1er \| Kaden Groves \| Australie \| SEG Racing Academy \| 3 h 27 min 08 s \| \| 2e \| Jake Stewart \| Royaume-Uni \| Équipe continentale Groupama-FDJ \| + 4 s \| \| 3e \| Ian Garrison \| États-Unis \| Hagens Berman Axeon \| + 6 s \| |              |             |                                  |                 |
| |              |             |                                  |                 |
| Source : ProCyclingStats |              |             |                                  |                 |
| Classement général |              |             |                                  |                 |
| Coureur | Coureur      | Pays        | Équipe                           | Temps           |
| 1er | Kaden Groves | Australie   | SEG Racing Academy               | 3 h 27 min 08 s |
| 2e | Jake Stewart | Royaume-Uni | Équipe continentale Groupama-FDJ | + 4 s           |
| 3e | Ian Garrison | États-Unis  | Hagens Berman Axeon              | + 6 s           |

### 2ea étape
| \| Classement de l'étape \| Classement de l'étape \| Classement de l'étape \| Classement de l'étape \| Classement de l'étape \| \| Coureur \| Coureur \| Pays \| Équipe \| Temps \| \| --------------------- \| --------------------- \| --------------------- \| --------------------- \| --------------------- \| \| 1er \| Brent Van Moer \| Belgique \| Lotto-Soudal U23 \| 13 min 51 s \| \| 2e \| Mikkel Bjerg \| Danemark \| Hagens Berman Axeon \| + 2 s \| \| 3e \| Ian Garrison \| États-Unis \| Hagens Berman Axeon \| + 10 s \| |                |            |                     |             |
| |                |            |                     |             |
| Source : ProCyclingStats |                |            |                     |             |
| Classement de l'étape |                |            |                     |             |
| Coureur | Coureur        | Pays       | Équipe              | Temps       |
| 1er | Brent Van Moer | Belgique   | Lotto-Soudal U23    | 13 min 51 s |
| 2e | Mikkel Bjerg   | Danemark   | Hagens Berman Axeon | + 2 s       |
| 3e | Ian Garrison   | États-Unis | Hagens Berman Axeon | + 10 s      |

| \| Classement général \| Classement général \| Classement général \| Classement général \| Classement général \| \| Coureur \| Coureur \| Pays \| Équipe \| Temps \| \| ------------------ \| ------------------ \| ------------------ \| --------------------------- \| ------------------ \| \| 1er \| Mikkel Bjerg \| Danemark \| Hagens Berman Axeon \| 3 h 41 min 11 s \| \| 2e \| Ian Garrison \| États-Unis \| Hagens Berman Axeon \| + 4 s \| \| 3e \| Tobias Foss \| Norvège \| Uno-X Norwegian Development \| + 10 s \| |              |            |                             |                 |
| |              |            |                             |                 |
| Source : ProCyclingStats |              |            |                             |                 |
| Classement général |              |            |                             |                 |
| Coureur | Coureur      | Pays       | Équipe                      | Temps           |
| 1er | Mikkel Bjerg | Danemark   | Hagens Berman Axeon         | 3 h 41 min 11 s |
| 2e | Ian Garrison | États-Unis | Hagens Berman Axeon         | + 4 s           |
| 3e | Tobias Foss  | Norvège    | Uno-X Norwegian Development | + 10 s          |

### 2eb étape
| \| Classement de l'étape \| Classement de l'étape \| Classement de l'étape \| Classement de l'étape \| Classement de l'étape \| \| Coureur \| Coureur \| Pays \| Équipe \| Temps \| \| --------------------- \| --------------------- \| --------------------- \| -------------------------------- \| --------------------- \| \| 1er \| Tom Pidcock \| Royaume-Uni \| Team Wiggins Le Col \| 2 h 33 min 04 s \| \| 2e \| Maikel Zijlaard \| Pays-Bas \| Hagens Berman Axeon \| + 0 s \| \| 3e \| Jake Stewart \| Royaume-Uni \| Équipe continentale Groupama-FDJ \| + 0 s \| |                 |             |                                  |                 |
| |                 |             |                                  |                 |
| Source : ProCyclingStats |                 |             |                                  |                 |
| Classement de l'étape |                 |             |                                  |                 |
| Coureur | Coureur         | Pays        | Équipe                           | Temps           |
| 1er | Tom Pidcock     | Royaume-Uni | Team Wiggins Le Col              | 2 h 33 min 04 s |
| 2e | Maikel Zijlaard | Pays-Bas    | Hagens Berman Axeon              | + 0 s           |
| 3e | Jake Stewart    | Royaume-Uni | Équipe continentale Groupama-FDJ | + 0 s           |

| \| Classement général \| Classement général \| Classement général \| Classement général \| Classement général \| \| Coureur \| Coureur \| Pays \| Équipe \| Temps \| \| ------------------ \| ------------------ \| ------------------ \| --------------------------- \| ------------------ \| \| 1er \| Mikkel Bjerg \| Danemark \| Hagens Berman Axeon \| 6 h 14 min 15 s \| \| 2e \| Ian Garrison \| États-Unis \| Hagens Berman Axeon \| + 4 s \| \| 3e \| Tobias Foss \| Norvège \| Uno-X Norwegian Development \| + 9 s \| |              |            |                             |                 |
| |              |            |                             |                 |
| Source : ProCyclingStats |              |            |                             |                 |
| Classement général |              |            |                             |                 |
| Coureur | Coureur      | Pays       | Équipe                      | Temps           |
| 1er | Mikkel Bjerg | Danemark   | Hagens Berman Axeon         | 6 h 14 min 15 s |
| 2e | Ian Garrison | États-Unis | Hagens Berman Axeon         | + 4 s           |
| 3e | Tobias Foss  | Norvège    | Uno-X Norwegian Development | + 9 s           |

### 3eétape
| \| Classement de l'étape \| Classement de l'étape \| Classement de l'étape \| Classement de l'étape \| Classement de l'étape \| \| Coureur \| Coureur \| Pays \| Équipe \| Temps \| \| --------------------- \| --------------------- \| --------------------- \| -------------------------------- \| --------------------- \| \| 1er \| Kaden Groves \| Australie \| SEG Racing Academy \| 3 h 43 min 44 s \| \| 2e \| Tom Pidcock \| Royaume-Uni \| Team Wiggins Le Col \| + 0 s \| \| 3e \| Jake Stewart \| Royaume-Uni \| Équipe continentale Groupama-FDJ \| + 0 s \| |              |             |                                  |                 |
| |              |             |                                  |                 |
| Source : ProCyclingStats |              |             |                                  |                 |
| Classement de l'étape |              |             |                                  |                 |
| Coureur | Coureur      | Pays        | Équipe                           | Temps           |
| 1er | Kaden Groves | Australie   | SEG Racing Academy               | 3 h 43 min 44 s |
| 2e | Tom Pidcock  | Royaume-Uni | Team Wiggins Le Col              | + 0 s           |
| 3e | Jake Stewart | Royaume-Uni | Équipe continentale Groupama-FDJ | + 0 s           |

## Classements finals

### Classement général final
.
| \| Classement général \| Classement général \| Classement général \| Classement général \| Classement général \| \| Coureur \| Coureur \| Pays \| Équipe \| Temps \| \| ------------------ \| ------------------ \| ------------------ \| -------------------------------- \| ------------------ \| \| 1er \| Mikkel Bjerg \| Danemark \| Hagens Berman Axeon \| 9 h 57 min 59 s \| \| 2e \| Ian Garrison \| États-Unis \| Hagens Berman Axeon \| + 2 s \| \| 3e \| Tom Pidcock \| Royaume-Uni \| Team Wiggins Le Col \| + 3 s \| \| 4e \| Tobias Foss \| Norvège \| Uno-X Norwegian Development \| + 7 s \| \| 5e \| Jake Stewart \| Royaume-Uni \| Équipe continentale Groupama-FDJ \| + 15 s \| \| 6e \| Nils Eekhoff \| Pays-Bas \| Development Team Sunweb \| + 19 s \| \| 7e \| Brent Van Moer \| Belgique \| Lotto-Soudal U23 \| + 22 s \| \| 8e \| Arne Marit \| Belgique \| Lotto-Soudal U23 \| + 26 s \| \| 9e \| Robert Scott \| Royaume-Uni \| Team Wiggins Le Col \| + 32 s \| \| 10e \| Cédric Beullens \| Belgique \| EFC-L&R-Vulsteke \| + 35 s \| |                 |             |                                  |                 |
| |                 |             |                                  |                 |
| Source : ProCyclingStats |                 |             |                                  |                 |
| Classement général |                 |             |                                  |                 |
| Coureur | Coureur         | Pays        | Équipe                           | Temps           |
| 1er | Mikkel Bjerg    | Danemark    | Hagens Berman Axeon              | 9 h 57 min 59 s |
| 2e | Ian Garrison    | États-Unis  | Hagens Berman Axeon              | + 2 s           |
| 3e | Tom Pidcock     | Royaume-Uni | Team Wiggins Le Col              | + 3 s           |
| 4e | Tobias Foss     | Norvège     | Uno-X Norwegian Development      | + 7 s           |
| 5e | Jake Stewart    | Royaume-Uni | Équipe continentale Groupama-FDJ | + 15 s          |
| 6e | Nils Eekhoff    | Pays-Bas    | Development Team Sunweb          | + 19 s          |
| 7e | Brent Van Moer  | Belgique    | Lotto-Soudal U23                 | + 22 s          |
| 8e | Arne Marit      | Belgique    | Lotto-Soudal U23                 | + 26 s          |
| 9e | Robert Scott    | Royaume-Uni | Team Wiggins Le Col              | + 32 s          |
| 10e | Cédric Beullens | Belgique    | EFC-L&R-Vulsteke                 | + 35 s          |